# Tymnikowo
Tymnikowo (niem. Timnikswalde, w latach 1938–1945 Ratswalde) – wieś w Polsce, w województwie warmińsko-mazurskim, w powiecie mrągowskim, w gminie Mrągowo. W latach 1975–1998 miejscowość administracyjnie należała do województwa olsztyńskiego.
Do 2023 miejscowość była częścią wsi Młynowo.

## Historia
Osada powstała w 1815 r. jako wybudowanie, należące do Mrągowa. Założył je ówczesny burmistrz miasta Mrągowa o nazwisku Tymnik. W 1838 r. byłą to osada dworska z jednym domem i 16 mieszkańcami. W 1937 r. w osadzie było 34 mieszkańców. W 1938 r. ówczesne władze niemieckie, w ramach akcji germanizacyjnej, zmieniły urzędową nazwę wsi na Ratswalde.
Po 1945 r. utworzono tu PGR. W 1973 r. osada Tymnikowo należała do sołectwa Młynowo.